# 얼굴이 아니고 마음입니다
얼굴이 아니고 마음입니다는 1983년 공개된 대한민국의 영화이다.

## 배역
- 이주일
- 원미경
- 지연경
- 강계식